# Los Carayos

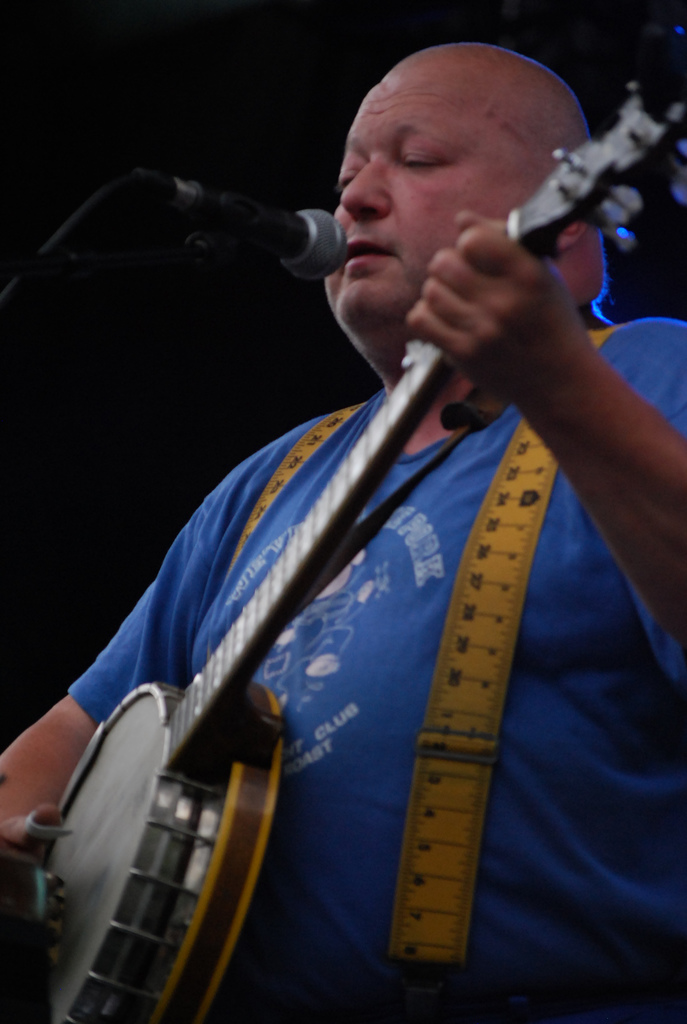
François Hadji-Lazaro.

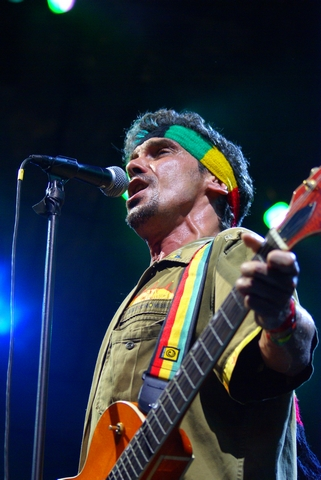
Manu Chao.

Los Carayos fue un grupo parisino de rock de finales de los años 1980. Su estilo era muy diverso, siendo el sonido predominantemente acústico el denominador común que daba forma a una variedad de géneros de música tradicional y de raíz que pasaban por el rockabilly, zydeco, cajún, ska, blues, bluegrass, ragtime, country, música celta, cabaret, chanson, tango o el flamenco, todo ello acompañado con una actitud y espíritu en escena que les acercaba al punk.
El grupo es conocido también por ser una suerte de "supergrupo underground", al juntar en su formación a destacados músicos parisinos de reconocidas bandas de culto de la ciudad como Roger Schultz Fritch (Parabellum, sin relación con la banda vasca de punk), François Hadji-Lazaro (Les Garçons Bouchers), Alain Marietti (Les Wampas) y el célebre músico Manu Chao, con su hermano Antonio Chao, los cuales alcanzarían fama mundial con su grupo Mano Negra, y en el caso de Manu, con su carrera en solitario posterior. 
Estaba formado por:
- François Hadji-Lazaro: violín, mandolina eléctrica, banyo, acordeón, zanfona, gaita y whistle.
- Manu Chao: guitarra
- Roger Schultz Fritch: guitarra
- Alain Wampas: contrabajo
- Antoine Chao: percusión

## Discografía
- «Hot Chicas»
- «Ils ont osé !»
- «Persistent et signent»
- «Au prix où sont les courges ...»